# ناكرا 17 (زورق)
ناكرا 17 هو زورق فئة قطرمان يستخدم للإبحار . تم تصميمه في عام 2011 ، ودخل حيز الإنتاج في عام 2012 وكانت محور منافسات الإبحار متعدد الهيكل في الألعاب الأولمبية منذ إنشائه.
تم تحويل ناكرا إلى الحوامة الشراعية لدورة الالعاب الاولمبية في طوكيو عام 2020. 

## التاريخ
تم إنشاء Nacra 17 خصيصًا لتلبية المعايير الموضوعة للانضباط الأولمبي الجديد لأول مرة للإبحار الأولمبي على متن قارب مختلط. في مايو 2012 ، اختار الاتحاد الدولي للإبحار Nacra 17 كمعدات للهيكل متعدد الهيكل المختلط في سباق الإبحار الأولمبي لعام 2016  والألعاب الأولمبية الصيفية 2020 في طوكيو. 
لخص موريلي وميلفن، مصممو القارب، فلسفة التصميم  بالاقتباس التالي:
نظرًا لعدم توافق أي تصميم أو فئة حالية مع مواصفات إيساف ، فقد قررنا إنشاء تصميم جديد كليًا يبلغ طوله حوالي 17 قدمًا ، يسمى NACRA 17. مقارنةً بـ F16 (فئة قطرمان)، فهو أطول بمقدار 250 مم ، وعرض 100 مم ، و صاري أطول والمزيد لمساحة الشراع ، وألواح خنجر منحنية.
كتب فريق تقييم المعدات من إيساف: 

## روابط خارجية
- جمعية ناسرا 17 كلاس
- موقع النقرة المصغر للإبحار في العالم
- النقرة للإبحار